# Heterolepidoderma illinoisensis
Heterolepidoderma illinoisensis is een buikharige uit de familie Chaetonotidae. Het dier komt uit het geslacht Heterolepidoderma. Heterolepidoderma illinoisensis werd in 1965 voor het eerst wetenschappelijk beschreven door Robbin. 